# Luis Dorrego
Luis Dorrego y Salas (1784 – 1852) fue un diputado, estanciero y saladerista argentino, que además fue regidor, síndico y defensor de pobres del Cabildo de Buenos Aires. Fue hermano de Manuel Dorrego y socio de Juan Manuel de Rosas.

## Biografía
En 1815, junto a Juan Manuel de Rosas y Juan Nepomuceno Terrero, formó una sociedad con la que creó un importante saladero en la provincia de Buenos Aires en Las Higueritas, cerca de Quilmes.
Cuatro años después de la creación de este saladero, los socios adquirieron otras propiedades al sur del rio Salado, sin embargo la sociedad terminó por disolverse.
Cuando contrajo matrimonio, se radicó en la zona de Salto donde se dedicó a la cría de ganado bovino y equino.
A pesar de haber sido socio de Rosas, Dorrego fue perseguido durante el gobierno del Restaurador y, en 1848, se vio obligado a radicarse en Río de Janeiro. Regresó al país luego de la batalla de Caseros, pero falleció en julio de ese mismo año. Sus restos descansan en el Cementerio de La Recoleta.